# Francesco Flores D'Arcais
Francesco Flores D'Arcais (Cagliari, 26 de janeiro de 1849 – Pádua, 29 de dezembro de 1927) foi um matemático italiano. 

## Biografia
Graduado em 1869 pela Universidade de Pisa. Foi professor de cálculo na Universidade de Cagliari desde 1874. Entre 1875 e 1878 lecionou álgebra e geometria analítica na Universidade de Bolonha e depois na Universidade de Pádua, onde permaneceu até sua morte.
Autor de distintos trabalhos científicos, dentre os quais Corso di analisi infinitesimale.

## Obras
- Corso di Calcolo Infinitesimale (Vol. 1) (Angelo Draghi, Pádua, 1899)
- Corso di Calcolo Infinitesimale (Vol. 2) (Angelo Draghi, Pádua, 1901)